# Liolaemus pagaburoi
Liolaemus pagaburoi este o specie de șopârle din genul Liolaemus, familia Tropiduridae, descrisă de Lobo 1999. Conform Catalogue of Life specia Liolaemus pagaburoi nu are subspecii cunoscute.